# Vladimir Alexandrovič Fok
Vladimir Alexandrovič Fok (rusky Владимир Александрович Фок; 10.jul./ 22. prosince 1898greg. – 27. prosince 1974) byl sovětský fyzik, známý díky své práci na základech kvantové mechaniky a kvantové teorii pole.

## Život
Narodil se v Petrohradě v Rusku. V roce 1922 promoval na Petrohradské státní univerzitě a poté na téže univerzitě pokračoval v postgraduálním studiu. V roce 1932 se na této univerzitě stal profesorem. Později pracoval pro Vavilovův státní optický institut, Leningradský ústav optiky a technologií a Lebeděvův fyzikální ústav.
Významně přispěl k oblastem optiky, mechaniky nebo teorií gravitace. Nejznámější jsou ale jeho práce z kvantové mechaniky. V roce 1926 nezávisle na Oskaru Kleinovi a Walteru Gordonovi odvodil Kleinovu–Gordonovu rovnici, jmenují se po něm Fokův prostor, Fokova reprezentace a Fokův stav. V roce 1930 vyvinul Hartreeho–Fokovu metodu. Dále vyvinul elektromagnetické metody pro geofyzikální průzkum, které představil se své knize "The theory of the study of the rocks resistance by the carottage method" z roku 1933. Zabýval se také problémem mnoha těles v obecné teorii relativity.
V Leningradě vytvořil Fok vědeckou školu teoretické fyziky a podařilo se mu zlepšit úroveň výuky fyziky prostřednictvím knih, které napsal. Zejména šlo o učebnici základů kvantové mechaniky z roku 1931 a monografii „Teorie prostoru, času a gravitace“ z roku 1955.
Historikové vědy jako Loren Graham zdůrazňují, že Fok byl zastáncem teorie relativity v Sovětském svazu. V době, kdy většina marxistických filozofů měla proti teorii relativity námitky, zdůrazňoval Fok její materialistické chápání, které se filozoficky shodovalo s marxismem.
V roce 1939 byl zvolen členem Sovětské akademie věd.